# Clodia de injuris publicis
Clodia de injuris publicis va ser una llei romana establerta a proposta del tribú de la plebs Publi Clodi Pulcre l'any 696 de la fundació de Roma (58 aC) sota els cònsols Luci Calpurni Pisó Cesoni i Aule Gabini. No es coneix el seu contingut, encara que és esmentada per alguns escriptors romans clàssics.